# Thomas Hearne
Pour l’article ayant un titre homophone, voir Hearn.
Thomas Hearne (juillet 1678 - 10 juin 1735) est un antiquaire, historien et bibliothécaire britannique. Il étudia à St Edmund Hall à Oxford, où il devint bibliothécaire de la Bibliothèque bodléienne.